# Aciphylla hookeri
Aciphylla hookeri är en växtart i släktet Aciphylla och familjen flockblommiga växter. Den beskrevs av Thomas Kirk 1899.
Arten är en perenn ört som är endemisk på Sydön i Nya Zeeland.